# Słobity
Słobity (deutsch: Schlobitten) ist ein Dorf in der Landgemeinde Wilczęta (Deutschendorf) im Powiat Braniewski der Woiwodschaft Ermland-Masuren in Polen.

## Geographie
Słobity liegt im ehemaligen Ostpreußen, in der Landschaft Ermland-Masuren, etwa 13 Kilometer nordöstlich von Pasłęk (Preußisch Holland) und 27 Kilometer südlich von Braniewo (Braunsberg).

## Geschichte

Schlobitten, südsüdwestlich von Königsberg, nordnordöstlich der Stadt Preußisch Holland und südlich der Stadt Braunsberg, auf einer Landkarte von 1910

Der Ortsname wird von der altpreußischen Familie Slobithe oder Slobuthe hergeleitet, die in Urkunden genannt worden ist.
Im 14. Jahrhundert hieß der ursprünglich prußische Ort Slabitten.
Im 15. Jahrhundert war Diederich von Marwitz der Besitzer von Schlobitten gewesen. Es wird angenommen, dass seine Tochter Anna den Johann Landgreff geehelicht hatte, der im Jahr 1500 als Besitzer von Schlobitten, Scharnitten, Ruskeim, Hensels, Neumark und Fürstenau bezeichnet wird. Ihr Sohn Hartwig galt noch 1553 als Herr dieser Güter. Letzterer verstarb 1553 und hinterließ eine Witwe Anna und eine noch unmündige Tochter Elisabeth, die sich als Erbin der Güter betrachtete. Zwar unternahm sie den Versuch, als Erbin bestätigt zu werden, jedoch ohne Erfolg.
Peter von Donaw (1483–1553) hatte unter Einsatz seines Privatvermögens am Reiterkrieg (1519–1521) des Deutschordensstaats gegen Polen teilgenommen, dabei materielle
Einbußen erlitten und war deshalb 1520 von Herzog Albrecht mit einem Schadloshaltungsbrief ausgestattet worden. Durch eine Anordnung vom 30. Dezember 1525 wurde Peter von Donaw in den Besitz von Hof und Haus Schlobitten versetzt. In den darauf folgenden Jahren hat Peter von Donaw die erlittenen Verluste kompensiert und ist ein wohlhabender Großgrundbesitzer, der aus seinem Vermögen sogar dem Herzogshaus Kredite in beachtlicher Höhe gewähren kann. Auf seinem Schloss Mohrungen schrieb er eigenhändig ein an seine Nachkommen (acht Söhne, eine Tochter namens Sophia) gerichtetes Memorandum nieder, in dem er folgende Güter als sein Eigentum bezeichnet: 1. Deutschendorf (84 1/2 Huben), 2. Lauca (60 Huben), 3. Eberssbach, 4. Newen-Markt, 5. Hermessdorff,
6. Schlobitten (20 Huben, der Hof 10 Huben), 7. Klein-Scharnitten, 8. Herrendorff, 9. Furstenau, 10. Karnitten, 11. Gross-Scharnitten, 12. Hensels. Seiner Aufstellung zufolge standen ihm außerdem Leistungen aus zehn anderen Dörfern des Amtes Mohrungen zu.
Um 1785 gehörte das Konglomerat der großen und wichtigen Dohnaschen Güter, einschließlich Schlobitten, zu den 310 adligen Gütern des Mohrunger Kreises. Herrschaftlicher Sitz des Schlobittenschen Majorats war das Rittergut Schlobitten mit dem gleichnamigen Kirchdorf, dem gleichnamigen Vorwerk und dem ansehnlichen Schloss, das eine wertvolle Familienbibliothek beherbergte. Dazu gehörten das Kirchdorf Herrndorf, wo sich eine Wasser- und Windmühle besonderer Bauart befand, sechs andere Bauerndörfer und fünf Vorwerke, die sämtlich im Kreis Preußisch Holland lagen.
Am Anfang des 20. Jahrhunderts hatte Schlobitten eine evangelische Kirche, ein Schloss des Fürsten Dohna-Schlobitten und eine Ziegelbrennerei. Um 1922 waren in Schlobitten zwei Gutsbezirke, beide im Besitz der Familie Dohna-Schlobitten. Das Fideikommissgut Schlobitten (Flächeninhalt 987 ha, davon 539 ha Ackerland, 104 ha Wiesen und 320 ha Holzungen) mit den acht Vorwerken Schlobitten (218 ha), Guhren (512 ha), Nikolaiken (450 ha), Schönfeld (634 ha), Brünneckshof (530 ha), Stöpen (116 ha) und Davids (212 ha) gehörte Alexander Fürst zu Dohna-Schlobitten in Schlobitten; das Gut Erlau (108 ha) einschließlich Guhrenwalde und Bunden, Abbau (170 ha) besaß Marie Mathilde Fürstin zu Dohna-Schlobitten.
Schlobitten gehörte bis ins Jahr 1945 zum Landkreis Preußisch Holland im Regierungsbezirk Königsberg, Provinz Ostpreußen, und war Sitz des Amtsbezirks Schlobitten.
Im Frühjahr 1945 wurde die Region von der Roten Armee besetzt. Anschließend wurde die südliche Hälfte Ostpreußens mit Schlobitten von der Sowjetunion gemäß dem Potsdamer Abkommen dem kommunistischen Regime der Volksrepublik Polen zur Verwaltung unterstellt. Schlobitten wurde in Słobity umbenannt. Soweit die deutschen Einwohner nicht vor Kriegsende geflohen waren, wurden sie in der Folgezeit vertrieben; sie durften später nicht in ihren Besitz zurückkehren.

### Demographie
| Jahr | Einwohnerzahl | Anmerkungen |
| ---- | ------------- | --- |
| 1780 | –             | 38 Feuerstellen (Haushaltungen), davon 32 auf dem adligen Gut und Dorf Schlobitten und sechs auf dem zugehörigen Vorwerk Schlobitten                                                         |
| 1818 | 329           | davon 266 im Dorf und 63 auf dem Vorwerk |
| 1858 | 442           | davon 265 (262 Evangelische, 3 Katholiken) auf dem Rittergut (Flächeninhalt 5485 Morgen) und 177 (168 Evangelische, neun Katholiken) auf dem zugehörigen Vorwerk (Flächeninhalt 2135 Morgen) |
| 1864 | 544           | am 3. Dezember, davon 271 im Gemeindebezirk und 273 im Gutsbezirk |
| 1867 | 583           | am 3. Dezember, davon 174 im Kirchdorf und 409 auf dem Rittergut |
| 1871 | 599           | am 1. Dezember, davon 167 im Kirchdorf (162 Evangelische, 5 Katholiken) und 432 (420 Evangelische, 12 Katholiken) auf dem Rittergut                                                          |
| 1905 | 600           | [ 7 ] |
| 1910 | 559           | am 1. Dezember |
| 1933 | 715           | [ 17 ] |
| 1939 | 681           | [ 17 ] |

### Kirchspiel bis 1945
Schlobitten gehörte seit 1604 zum evangelischen Kirchspiel von Herrndorf, das erst seit 1594 bestand, und war ursprünglich zu Mühlhausen eingepfarrt. 1872 wurde eine neue Kirche im gotischen Stil erbaut. Sie enthielt
Altarbilder von Pfannschmidt.

## Schloss

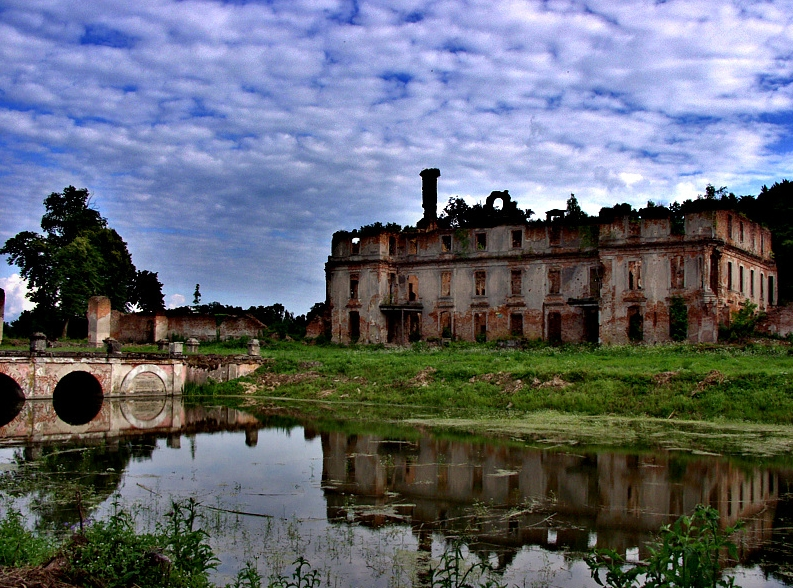
Schloss Dohna-Schlobitten (2009)

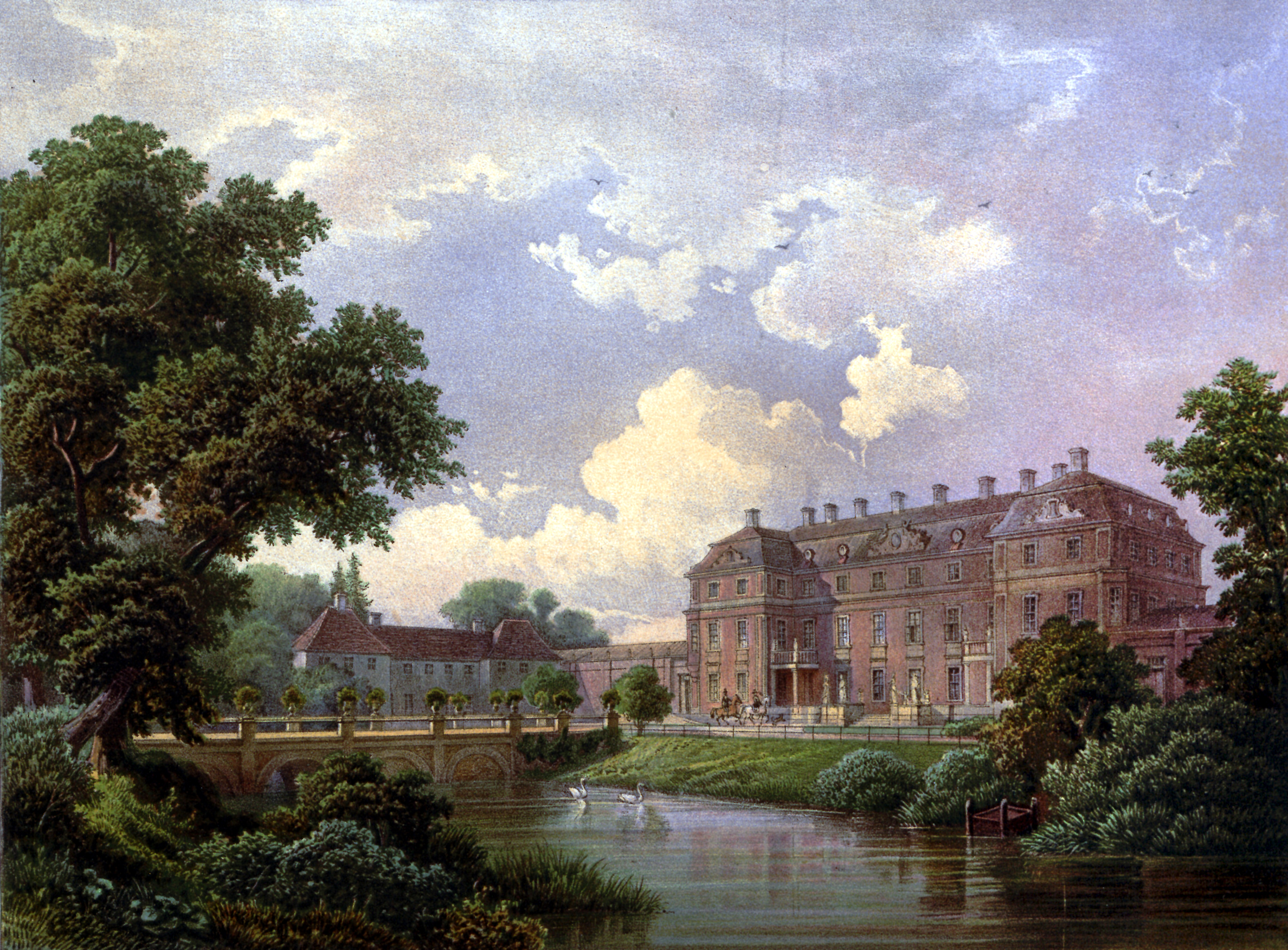
Schloss Schlobitten um 1860, Sammlung Alexander Duncker

Peter Dohnas Sohn, Achatius I. (1533–1601), ließ das vorhandene mittelalterliche Herrenhaus um 1589 herstellen und ausbauen und nahm dort seinen Wohnsitz. In diesem Haus logierte 1611 auch Kurfürst Johann Sigismund von Brandenburg bei seiner Durchreise nach Königsberg. Der im Ingenieur- und Festungsbauwesen geschulte Sohn des Grafen Achatius, Abraham II. Burggraf und Graf zu Dohna (1579–1631), ließ schließlich 1621–1624 – vermutlich neben dem alten Herrensitz – ein vollkommen neues Schloss auf H-förmigem Grundriss im Spätrenaissancestil erbauen, von dem eine alte Ansicht auf einem Dohna’schen Stammbaum überliefert ist und für das er selbst sehr genaue Entwurfszeichnungen (Grundrisse und Schnitt) angefertigt hatte. Nach der Verwüstung und Ausplünderung des Schlosses während des schwedisch-polnischen Krieges 1629 ließ Abraham es erneut herstellen. Es war ein zweigeschossiger massiver Putzbau mit Kellergeschoss und den für die Renaissance typischen Zwerchhäusern mit dreizonigen Schweifgiebeln, die zwei Etagen aufwiesen. 1627 erfolgte in der nördlichen Flucht des Schlosses, in östlicher Richtung und nur wenig abgesetzt vom Hauptbau die Errichtung eines galerieartigen eingeschossigen Bibliotheksgebäudes (33 m lang und 6 m tief), das im Jahr 1893 bereits 23.000 Bände enthielt. Die langgestreckte Galerie wurde von Kreuzgratgewölben überspannt.
Der Neubau des Schlosses im Barockstil wurde von Alexander zu Dohna (1661–1728) beauftragt. Der Bau zog sich von 1696 bis 1736 hin. Die Architekten waren Jean Baptiste Broebes (1660–1720) und Johann Caspar Hindersin (1667–1738).
Das fertige Schloss war ein ostpreußisches Königsschloss, mit der Aufgabe dem preußischen König auf seinen Reisen als Unterkunft zu dienen.
1945 wurde das Schloss durch Brandstiftung nach Einmarsch der Roten Armee zerstört. Heute stehen nur noch die Umfassungsmauern des Gebäudes.

## Verkehr
Bei dem Ort verläuft die ehemalige Bahnstrecke Elbing-Güldenboden-Königsberg der preußischen Staatsbahn.
Der ehemalige Bahnhof Słobity liegt an der Bahnstrecke Malbork–Braniewo und war Beginn der Bahnstrecke Schlobitten–Bischdorf (Ostpr).

## Persönlichkeiten
- Alexander I. zu Dohna-Schlobitten (1661–1728), Generalfeldmarschall, Oberhofmeister und Gouverneur des Prinzen Friedrich Wilhelm, Ahnherr des Hauses Schlobitten
- Alexander Fabian zu Dohna-Schlobitten (1781–1850), Oberstleutnant
- Friedrich Karl Emil zu Dohna-Schlobitten (1784–1859), Feldmarschall
- August Ventzki (1856–1922), Ingenieur, Erfinder und Unternehmer
- Bernhard Kaewel (1862–1917), Bürgermeister von Ruhrort, Oberbürgermeister von Schweidnitz
- Alfred Oehlke (1862–1932), Journalist und Zeitungsverleger